# Station Javne
Station Javne (Hebreeuws: תחנת הרכבת יבנה Taḥanat HaRakevet Yavne), is een treinstation in de Israëlische stad Javne.
Het is een station op het traject Asjkelon - Binjamiena.
Het station bestaat uit 1 perron.
Station Javne ligt aan de straat Ha'atsma'oet
| Eindbestemming | Vorig station | Lijn                | Volgend station | Eindbestemming |
| -------------- | ------------- | ------------------- | --------------- | -------------- |
| Asjkelon       | Asjdod        | Asjkelon-Binjamiena | Rehovot         | Binjamiena     |